# Фрасини (Сијена)
Фрасини је насеље у Италији у округу Сијена, региону Тоскана.
Према процени из 2011. у насељу је живело 157 становника. Насеље се налази на надморској висини од 344 м.